# Clitopilina
Clitopilina is een monotypisch geslacht van schimmels behorend tot de familie Xenasmataceae. Het bevat als enige soort Clitopilina striata.